# Afonso Álvares Guerreiro
Afonso Alvarez Guerreiro (Almodôvar, ... – 1577) è stato un poeta portoghese.

## Opere
- Aureus et singularis tractatus de bello iusto et iniusto. Nápoles: [s.n.], 1545, 48 p.
- De ecclesiastica Divine Potestate. En: Rocaberti, J. T. Bibliotheca Maxima Pontificia. 1698. Vol. II.
- De Jure ac Potestate Pontificum Imperatorum Regum ac Episcoporum. Coloniae Agripinae: Petrum Horst, 1586, 1045 p.
- Dos cartas a Felipe II (1568-1570). [S.l.: s.n., s.a.].
- Las CC del castillo de la fama y las L (50) del laberinto contra Fortuna. Valencia: Juan Jofre, 1520, 64 p.
- Liber Aureus perutilis ac necessarius de administratione et executione justitiae. Valencia: Francisco Romaní, 1536, 84 p.
- Incipit Aureus et singularis tractatus de bello iusto et iniusto. Castro Novo Neapolis: Ambrosius de Mazaneda, 1543, 47 p.
- Iuris Pontificii Caesareique Speculum ubi praeter luculentam l. V. locorum explicationem, etiam quibus Sacri Sumo Pontifices, Imperatores, Reges et Sane ti. Episcopiae ac religiosi. Nápoles: H. Salviano, 1571, 28 p.
- Palacio de la fama e Historia de las guerras de Italia. Bolonia: Juan Baptista de Phaeli, 1530.
- Thesaurus Christianae Religionis et Specutum Sacrorum Summorum ac Regum et Santissimorum Eviscoporum. Colonia: Hdros. de J. Sotero y L. Alecti, 1581, 1045 p.
- Tratado de la forma y modo que se ha de tener en la celebración del general concilio y acerca de la reformación de la iglesia. Nápoles: Ambrosio Manzaneda, 1545.[1]